# Buresilia
Buresilia is een geslacht van hooiwagens uit de familie Phalangiidae (Echte hooiwagens).
De wetenschappelijke naam Buresilia is voor het eerst geldig gepubliceerd door Silhavý in 1965. 

## Soorten
Buresilia omvat de volgende 2 soorten:
- Buresilia macrina
- Buresilia nigerrimus